# Mahura spinosoides
Mahura spinosoides là một loài nhện trong họ Agelenidae.
Loài này thuộc chi Mahura. Mahura spinosoides được miêu tả năm 1973 bởi Raymond Robert Forster & Wilton.